# Rolf Dobelli
 (novembre 2024).
La mise en forme du texte ne suit pas les recommandations de Wikipédia : il faut le « wikifier ».
Les points d'amélioration suivants sont les cas les plus fréquents. Le détail des points à revoir est peut-être précisé sur la page de discussion.
- Les titres sont pré-formatés par le logiciel. Ils ne sont ni en capitales, ni en gras.
- Le texte ne doit pas être écrit en capitales (les noms de famille non plus), ni en gras, ni en italique, ni en « petit »…
- Le gras n'est utilisé que pour surligner le titre de l'article dans l'introduction, une seule fois.
- L'italique est rarement utilisé : mots en langue étrangère, titres d'œuvres, noms de bateaux, etc.
- Les citations ne sont pas en italique mais en corps de texte normal. Elles sont entourées par des guillemets français : « et ».
- Les listes à puces sont à éviter, des paragraphes rédigés étant largement préférés. Les tableaux sont à réserver à la présentation de données structurées (résultats, etc.).
- Les appels de note de bas de page (petits chiffres en exposant, introduits par l'outil «  Source ») sont à placer entre la fin de phrase et le point final[comme ça].
- Les liens internes (vers d'autres articles de Wikipédia) sont à choisir avec parcimonie. Créez des liens vers des articles approfondissant le sujet. Les termes génériques sans rapport avec le sujet sont à éviter, ainsi que les répétitions de liens vers un même terme.
- Les liens externes sont à placer uniquement dans une section « Liens externes », à la fin de l'article. Ces liens sont à choisir avec parcimonie suivant les règles définies. Si un lien sert de source à l'article, son insertion dans le texte est à faire par les notes de bas de page.
- La présentation des références doit suivre les conventions bibliographiques. Il est recommandé d'utiliser les modèles {{Ouvrage}}, {{Chapitre}}, {{Article}}, {{Lien web}} et/ou {{Bibliographie}}. Le mode d'édition visuel peut mettre en forme automatiquement les références.
- Insérer une infobox (cadre d'informations à droite) n'est pas obligatoire pour parachever la mise en page.

Pour une aide détaillée, merci de consulter Aide:Wikification.
Si vous pensez que ces points ont été résolus, vous pouvez retirer ce bandeau et améliorer la mise en forme d'un autre article.
Œuvres principales
- Die Kunst des klaren Denkens (2011)
- Die Kunst des klugen Handelns (2012)
- The Art of Thinking Clearly (2013)
- The Art of the Good Life (2017)
- Stop Reading the News (2020)

Rolf Dobelli (15 juillet 1966), né à Lucerne, en Suisse, est un auteur et homme d'affaires suisse.

## Biographie
Dobelli a fondé World.minds en 2008 pour créer un pont entre les communautés scientifique, commerciale et culturelle. Parmi les orateurs figuraient : Nassim Taleb, Gerhard Schröder, FW de Klerk et Matt Ridley. En mars 2022, le groupe de médias Axel Springer a repris la majorité de World.minds pour élargir son portefeuille d'activités communautaires.

### Eviter de consommer de l'information
Dobelli, qui se considère comme un stoïcien moderne, conseille à ses lecteurs « d'éviter de consommer l'information ». Il cite « quinze raisons d'éviter l'actualité » dans un article de blog de 2013. C'est le sujet d'un livre en anglais intitulé Arrêtez de lire les informations : comment faire face à la surcharge d'informations et penser plus clairement. Les écrits de Dobelli sont parfois controversés. La chroniqueuse du Guardian, Madeleine Bunting, a même accusé ses idées sur l'actualité de « dangereuses ». En 2020, Rolf Dobelli a déclaré dans une émission télévisée en Chine que « les informations sont une maladie pour le cerveau ». Il a en outre expliqué: « Il y a dix ans, j'ai pris la décision de vivre complètement sans informations: pas de journaux, pas de portails d'information en ligne, pas de télévision, pas de radio. Cela a été une expérience très enrichissante pour moi. J'ai acquis une quantité considérable d'informations. Avec le temps, ma concentration s'est améliorée... et je ressens moins d'anxiété. » En 2020, lors d'une conversation avec Rob Wijnberg, Dobelli a déclaré: « L'actualité se concentre principalement sur des événements exceptionnels. Cela ne vous aide pas fondamentalement à comprendre le monde. Et cela vous rend cynique et anxieux. »

### Livres et réception
En 2003, Diogenes Verlag (Suisse) publie son premier roman, Fünfunddreissig (« Trente-cinq »), suivi de Und was machen Sie beruflich ? (« Et que fais-tu dans la vie ? ») en 2004, Himmelreich (« Les Cieux ») en 2006, Wer bin ich ? (« Qui suis-je ? ») et Turbulenzen (« Turbulence ») en 2007, et Massimo Marini en 2010.
Dobelli est l'auteur du livre The Art of Thinking Clearly, initialement publié par Carl Hanser Verlag en 2011, qui a connu un succès instantané et est entré dans la liste des best-sellers allemands du Spiegel en tant que numéro 1. C'était le livre non-fictionnel le plus vendu en Allemagne et en Suisse en 2012. Il a été traduit en anglais en 2013 et a atteint le top dix des ventes au Royaume-Uni,, Corée du Sud, Inde, Irlande, Hong Kong et Singapour. En 2019, l'ancien chef d'état-major de l'US Air Force, Ronald Fogleman, a ajouté le livre au programme de lecture obligatoire du CSAF. Dobelli a présenté son nouveau livre, «The Art of the Good Life», lors d'un événement de revue d'affaires de la London School of Economics (LSE) en octobre 2017.
En 2020, Dobelli a publié Arrêtez de lire les actualités: un manifeste pour une vie plus heureuse, plus calme et plus sage. Dès 2012, il avait partagé un essai sur le sujet sur son site web personnel, dont The Guardian avait fait état en 2013. Martin Newman, examinant le livre pour la Financial Review, a écrit: « Arrêtez de lire les informations » explore l'explosion des informations basées sur l'opinion, l'élévation de la médiocrité sur le fond (par exemple les Kardashian) et comment «Les informations créent l'illusion de l'empathie. Les nouvelles peuvent augmenter les niveaux de stress et créer un état d'esprit qui renforce la négativité». En novembre 2020, lorsqu'on lui demande comment gérer la pandémie de Covid, Dobelli répond simplement: «Les opinions sont comme le nez: tout le monde en a un. Arrêtons de nous plaindre».

### Critique
En 2013, Nassim Nicholas Taleb a publié un article sur son site Internet accusant Dobelli de plagiat. Ce commentaire a été publié simultanément à une série d’attaques personnelles. Cette attaque, ainsi que d’autres attaques personnelles, ont conduit les commentateurs à s’interroger sur les motivations de Taleb. Plus tard, Christopher Chabris a également publié ce qu'il a présenté comme un exemple dans le livre de Dobelli, qui est mentionné mais sans références directes ni citations. Bien que Dobelli n'ait jamais prétendu que les idées lui étaient originales, il a reconnu l'erreur et a mis à jour les éditions ultérieures. Claudius Seidl, rédacteur culturel du Frankfurter Allgemeine Zeitung, a commenté les allégations de plagiat: «Aucune phrase ne suggère que Dobelli a tout inventé lui-même; au contraire, il est parfois presque un peu fatigant de voir comment Dobelli fait référence à plusieurs reprises à l'autorité académique des personnes qui lui ont donné les idées».

### Livres
- L’art de penser clairement, Paris, Marabout, 2014  (ISBN 978-2-501-08985-2)
- The Art of the Good Life, Londres, Sceptre, 2017  (ISBN 1473667518)
- Stop Reading the News, Londres, Sceptre, 2020  (ISBN 1529342686)

### Adhésions
- Edge Foundation, Inc.[25]
- PEN International
- Real Sociedad Des Arts

### Littérature
- Rolf Dobelli, Dans les Archives Munzinger
- Entrée sur Rolf Dobelli dans l'encyclopédie de l'Association d'Auteurs Suisses

## Tu raccordes externes
- Site officiel (dobelli.com)